# Orlunda distrikt
Orlunda distrikt är ett distrikt i Vadstena kommun och Östergötlands län. 
Distriktet ligger sydost om Vadstena. 

## Tidigare administrativ tillhörighet
Distriktet inrättades 2016 och utgörs av socknen Orlunda i Vadstena kommun.
Området motsvarar den omfattning Orlunda församling hade vid årsskiftet 1999/2000.